# Vailhauquès
Vailhauquès är en kommun i departementet Hérault i regionen Occitanien i södra Frankrike. Kommunen ligger i kantonen Les Matelles som tillhör arrondissementet Montpellier. År 2022 hade Vailhauquès 2 684 invånare.

## Befolkningsutveckling
Antalet invånare i kommunen Vailhauquès
Referens:INSEE